# Jozef Langenus
Jozef Leo Armand Langenus, (Mechelen, 23 december 1898 - aldaar, 29 mei 1987) was een Belgische atleet, die zich had toegelegd op de lange afstand en het veldlopen. Hij nam eenmaal deel aan de Olympische Spelen en behaalde één Belgische titel.

## Biografie
Jozef Langenus werd in 1928 Belgisch kampioen op de 3000 m steeple. Hij nam dat jaar op dat nummer ook deel aan de Olympische Spelen in Amsterdam. Hij werd uitgeschakeld in de reeksen.

### Clubs
Langenus begon zijn carrière bij FC Malinois en stapte in 1925 over naar Berchem Sport.

## Belgische kampioenschappen
| Onderdeel      | Jaar |
| -------------- | ---- |
| 3000 m steeple | 1928 |

## Palmares

### 3000 m steeple
- 1928:  BK AC – 10.25,8
- 1928: 7e in reeks OS in Amsterdam

### veldlopen
- 1926: 32e Landenprijs in Stokkel